# Anders Polhammar

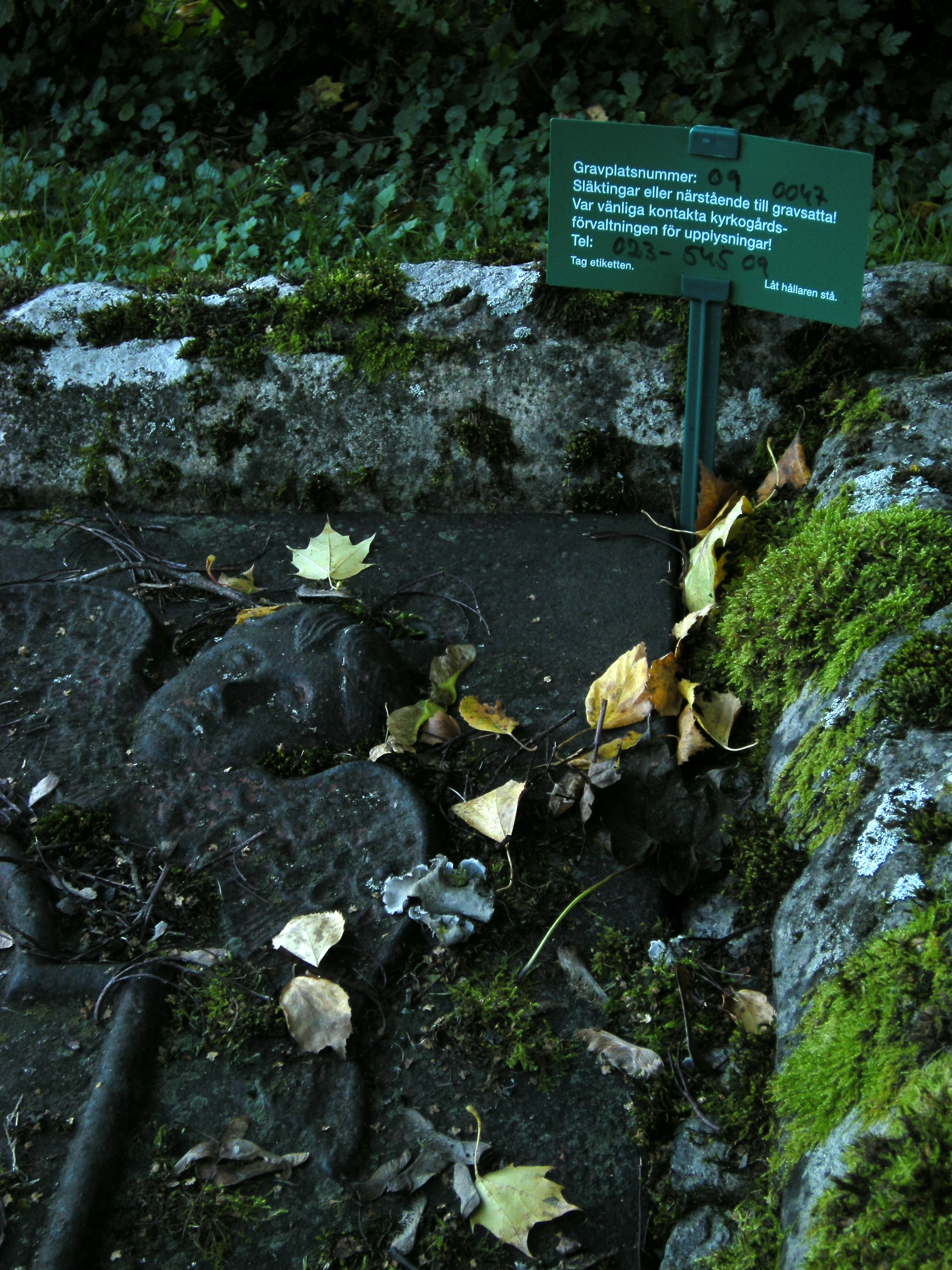
Anders Polhammars grav i Aspeboda.

Anders Polhammar född 3 april 1705 vid Mellings i Eksta socken, död 6 december 1767, svensk urmakare och bruksförvaltare.
Polhammar började som svarvargesäll i Visby. Han flyttade 1725 till Stjärnsund för att bli elev hos sin farbror Christopher Polhem. Han gick i lära i urverkshantverket, två år senare anställdes han som bruksskrivare. 1730 övertog han ledningen för urmakeriet vid Stjärnsunds Bruk, där han lyckades få verksamheten att bli lönsam efter ett flertal år med motgångar. När Christopher Polhem lämnade Stjärnsund 1736 utsåg han Polhammar till förvaltare och arrendator för sin andel i bruket. Polhammar överlät 1761 ledningen av bruket till Christopher Polhelms dotterson advokatsfiskalen Reinhold Rückerschöld.